# Hexachaeta itatiaiensis
Hexachaeta itatiaiensis är en tvåvingeart som beskrevs av Lima och Luis Anderson Ribeiro Leite 1952. Hexachaeta itatiaiensis ingår i släktet Hexachaeta och familjen borrflugor. Inga underarter finns listade i Catalogue of Life.